# Dolnji Križ
Dolnji Križ je naselje v Občini Žužemberk.